# Eupteryx corsica
Eupteryx corsica är en insektsart som beskrevs av Lethierry 1876. Eupteryx corsica ingår i släktet Eupteryx och familjen dvärgstritar. Inga underarter finns listade i Catalogue of Life.